# 1. grönländischer Landesratswahlkreis
Der 1. grönländische Landesratswahlkreis war von 1951 bis 1979 ein Landesratswahlkreis in Grönland. Der Wahlkreis umfasste die Gemeinde Nanortalik.

## Vertreter
Folgende Personen vertraten den Wahlkreis:
| Wahlperiode | Landesrat                                                                 | 1. Stellvertreter                                  | 2. Stellvertreter                 | Anmerkung |
| ----------- | ------------------------------------------------------------------------- | -------------------------------------------------- | --------------------------------- | --------- |
| 1951–1955   | Jakob Nielsen                                                             | ?                                                  | ?                                 |           |
| 1955–1959   | Jakob Nielsen                                                             | ?                                                  | ?                                 |           |
| 1959–1963   | Jakob Nielsen                                                             | ?                                                  | ?                                 |           |
| 1963–1967   | Jørgen Poulsen                                                            | ?                                                  | ?                                 |           |
| 1967–1971   | Marius Abelsen                                                            | Jens Adolfsen                                      | Josva Simonsen                    |           |
| 1971–1975   | Marius Abelsen († 1972) (nicht 1972 II, 1973 I, 1973 II, 1974 I, 1974 II) | Jørgen Poulsen († 1973) (1972 II, 1973 I, 1973 II) | Hendrik Nielsen (1974 I, 1974 II) |           |
| 1975–1979   | Hendrik Nielsen                                                           | Peter Lundblad                                     | Frederik Isaksen                  |           |